# Liste des arrondissements de Varsovie
Comme d'autres villes ayant une forte population, Varsovie est subdivisée en arrondissements (en polonais dzielnica (pl), littéralement « quartier »).

## Arrondissements actuels (depuis 2002)
Depuis la loi du 19 juillet 2002, la ville de Varsovie compte 18 arrondissements.

Carte des 18 arrondissements de Varsovie

| Arrondissement | Localisation | Pop.    | km²  | Densité |
| -------------- | ------------ | ------- | ---- | ------- |
| Bemowo         |              | 107 197 | 25   | 4 288   |
| Białołęka      |              | 76 999  | 73   | 1 055   |
| Bielany        |              | 135 307 | 32,3 | 4 189   |
| Mokotów        |              | 226 911 | 35,4 | 6 410   |
| Ochota         |              | 91 643  | 9,7  | 9 448   |
| Praga-Południe |              | 185 077 | 22,4 | 8 262   |
| Praga-Północ   |              | 73 207  | 11,4 | 6 422   |
| Rembertów      |              | 22 688  | 19,3 | 1 176   |
| Śródmieście    |              | 134 306 | 15,6 | 8 609   |
| Targówek       |              | 122 872 | 24,2 | 5 077   |
| Ursus          |              | 47 285  | 9,4  | 5 030   |
| Ursynów        |              | 143 935 | 43,8 | 3 286   |
| Wawer          |              | 66 094  | 79,7 | 829     |
| Wesoła         |              | 20 749  | 22,6 | 918     |
| Wilanów        |              | 15 188  | 36,7 | 414     |
| Włochy         |              | 39 778  | 28,6 | 1 391   |
| Wola           |              | 142 025 | 19,3 | 7 359   |
| Żoliborz       |              | 49 275  | 8,5  | 5 797   |

## Anciennes délimitations

### Les subdivisions administratives de Varsovie de 1994 à 2002
De 1994 à 2002, la ville de Varsovie était divisée en 11 gminas (communes).
| N° | Noms                    |
| -- | ----------------------- |
| 1  | Varsovie-Bemowo (pl)    |
| 2  | Varsovie-Białołęka (pl) |
| 3  | Varsovie-Bielany (pl)   |
| 4  | Varsovie-Centrum (pl)   |
| 5  | Varsovie-Rembertów (pl) |
| 6  | Varsovie-Targówek (pl)  |
| 7  | Varsovie-Ursus (pl)     |
| 8  | Varsovie-Ursynów (pl)   |
| 9  | Varsovie-Wawer (pl)     |
| 10 | Varsovie-Wilanów (pl)   |
| 11 | Varsovie-Włochy (pl)    |

### Les subdivisions administratives de Varsovie de 1990 à 1994

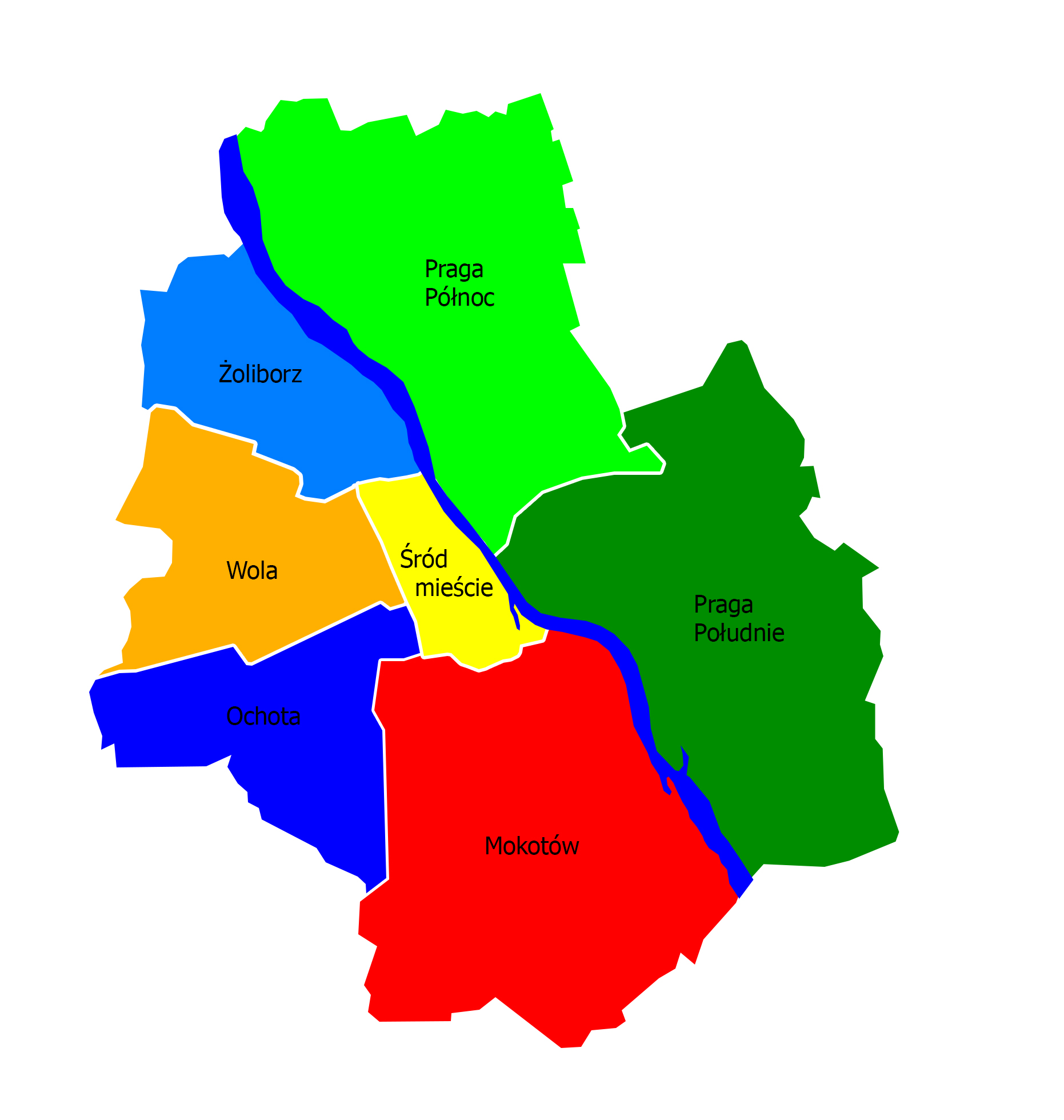

De 1990 à 1994, Varsovie était constituée de sept arrondissements-communes (dzielnica-gmina) (8 à partir de 1993).
| N° | Nom                                    |
| -- | -------------------------------------- |
| 1  | Varsovie-Mokotów (pl)                  |
| 2  | Varsovie-Ochota (pl)                   |
| 3  | Praga-Południe (pl)                    |
| 4  | Praga-Północ (pl)                      |
| 5  | Varsovie-Śródmieście (pl)              |
| 6  | Varsovie-Ursus (pl) (à partir de 1993) |
| 7  | Varsovie-Wola (pl)                     |
| 8  | Varsovie-Żoliborz (pl)                 |